# Pachyelmis madudana
Pachyelmis madudana is een keversoort uit de familie beekkevers (Elmidae). De wetenschappelijke naam van de soort werd in 1937 gepubliceerd door Joseph Delève.